# Mắt lác
Lé mắt hay lác mắt là hiện tượng không cân bằng và thiếu hợp thị giữa hai mắt. Tiếng Việt ở miền Nam gọi là lé, còn ở miền Bắc gọi là lác.
Để quan sát đúng đắn, hai mắt cần cân đối và di chuyển phù hợp với nhau, phối hợp dây thần kinh và điều hòa 4 cơ trực và hai cơ chéo quay kéo nhãn cầu. Nếu bị rối loạn chi phối, làm cho hai mắt không cân bằng, không cùng nhìn về một điểm tụ, thì gọi là lé (hay lác) mắt.
Người ta chia ra các loại: 
- Lé bẩm sinh: xuất hiện dưới 1 tuổi;
- Lé hậu đắc: sớm, xuất hiện từ 1-2 tuổi;
- Lé muộn: xuất hiện từ hai tuổi trở lên.